# Estação Engenheiro Ferraz
A Estação Engenheiro Ferraz foi uma estação ferroviária pertencente ao Ramal Mairinque-Santos, da antiga EFS. Inaugurada em 1939, a estação estava localizada em meio à Serra do Mar, no município de Itanhaém, São Paulo.
O nome da estação é uma homenagem ao Engenheiro Sebastião Ferraz, que trabalhou em obras da Sorocabana. Contudo, no período de sua construção, ainda se chamava Estação Chapéu, nome este que foi conservado até meados de 1939. A região onde se localizava a parada é de difícil acesso, pois a ligação viária mais próxima fica no bairro de Emburá, distrito de Marsilac, São Paulo. Próximo à estação, todavia, tem-se o início da "Trilha do Rio Branquinho", um caminho indígena que leva até a Aldeia Rio Branco, também em Itanhaém.
A Engenheiro Ferraz chegou a receber trens de passageiros da EFS e, posteriormente, da FEPASA. Porém, atualmente, a estação se encontra abandonada e em ruínas. Os trens de passageiros não circulam mais na linha desde 1997, tendo se tornado apenas um ponto de passagem dos trens de carga que trafegam pelo ramal.